# Пыхчево
Пыхчево — деревня в Новомосковском административном округе Москвы (до 1 июля 2012 года была в составе Ленинского района Московской области). Входит в состав района Троицк.

## Население
| 1859 | 1890 | 1899 | 1926 | 2002 | 2006 | 2010 |
| ---- | ---- | ---- | ---- | ---- | ---- | ---- |
| 94   | ↘78  | ↘60  | ↗100 | ↘13  | ↘4   | ↗26  |

Согласно Всероссийской переписи, в 2002 году в деревне проживало 13 человек (6 мужчин и 7 женщин). По данным на 2005 год в деревне проживало 4 человека.

## География
Деревня Пыхчево находится в южной части Новомосковского административного округа, у границы с Троицким административным округом, примерно в 37 км к юго-юго-западу от центра города Москвы и 16 км к югу от центра города Московский.
В 3 км северо-западнее деревни проходит Калужское шоссе А130, в 8 км к юго-востоку — Варшавское шоссе, в 8 км к югу — Московское малое кольцо А107, в 13 км к востоку — линия Курского направления Московской железной дороги.
К деревне приписано садоводческое товарищество (СНТ). Ближайшие населённые пункты — деревни Киселёвка и Власьево.

## История
Название деревни, предположительно, произошло от некалендарного личного имени Пыхач.
В «Списке населённых мест» 1862 года — владельческая деревня 1-го стана Подольского уезда Московской губернии по левую сторону старокалужского тракта, в 13 верстах от уездного города и 19 верстах от становой квартиры, при пруде, с 11 дворами и 94 жителями (37 мужчин, 57 женщин).
По данным на 1899 год — деревня Дубровицкой волости Подольского уезда с 60 жителями.
В 1913 году — 12 дворов.
По материалам Всесоюзной переписи населения 1926 года — деревня Власьевского сельсовета Дубровицкой волости Подольского уезда в 3,2 км от Калужского шоссе и 13,9 км от станции Подольск Курской железной дороги, проживало 100 жителей (45 мужчин, 55 женщин), насчитывалось 16 крестьянских хозяйств.
1929—1946 гг. — населённый пункт в составе Красно-Пахорского района Московской области.
1946—1957 гг. — в составе Калининского района Московской области.
1957—1960, 1965—2012 гг. — в составе Ленинского района Московской области.
1960—1963 гг. — в составе Подольского района Московской области.
1963—1965 гг. — в составе Ленинского укрупнённого сельского района Московской области.
С 2012 г. — в составе города Москвы.